# Miguel (album)
Miguel è il secondo album che il cantante spagnolo Miguel Bosé pubblica in Italia, nel 1980 (la versione in CD esce dieci anni dopo, nel 1990). I due brani più popolari del disco, Olympic Games e Ti amerò, vengono pubblicati anche su singolo, rispettivamente come Lato A e come Lato B dello stesso 45 (di cui esiste una versione alternativa, che include invece sul lato B il popolare singolo spagnolo, Morire no, nella traduzione italiana). Oltre ad esserne il Lato A e a dare il titolo collettivo al singolo, Olympic Games (che in inglese significa "Olimpiadi", "Giochi Olimpici") diventa subito molto popolare, vincendo a sorpresa il Festivalbar 1980. La vittoria fu doppiamente inaspettata, per il fatto che le Olimpiadi di Mosca di quell'anno si svolsero in sordina, boicottate da molti paesi, a causa della guerra fredda tra Stati Uniti d'America e U.R.S.S.. A differenza del rock, seppur leggero, di Olympic Games (scritta, tra l'altro, da Bosé assieme a Toto Cutugno, il quale firma anche un altro brano del long-playing, l'ammiccante Triangle), la B Side Ti amerò è invece una lenta ballata molto romantica, in cui trionfa l'amore ad oltranza e a tutti i costi. L'album Miguel, che comprende dieci canzoni, per la maggior parte scritte da Bosé e dai musicisti della band che con lui collaborarono alla realizzazione del disco e del relativo tour, presenta la tipica mescolanza di brani in inglese (sei tracce) e brani in italiano (quattro tracce), pezzi lenti e pezzi più movimentati, caratteristica delle edizioni italiane dei primi album dell'artista iberico.
La versione in spagnolo di Ti amerò, intitolata Te amaré (vedere sotto "Lista tracce" per le altre tre corrispondenze) e cantata in duetto con Laura Pausini, è stata riproposta nell'album Papito del 2007, una raccolta di successi (tutti nella versione spagnola), trasformati in duetti e re-interpretati insieme ad altri artisti, italiani, spagnoli e internazionali.

## Tracce
1. Give me your love 4:05 (Vaona, Felisatti, Cutter)
2. Ti amerò (Te amaré) 3:29 (Calderon, Bosé, Cogliati)
3. Signor padre (Señor padre) 2:59 (Perales, Bosé, Cogliati)
4. Crying all night 4:11 (Kipner)
5. Triangle 3:38 (Cutugno, Bosé)
6. Olympic Games 3:07 (Cutugno, Bosé)
7. Girls, girls, girls 3:12 (Vaona, Felisatti, Kipner)
8. Get alone without you 3:33 (Preskett)
9. Invito a cena (Teorema) 3:37 (Perales, Bosé, Cogliati)
10. Morire no (Morir de amor) 4:07 (Perales, Bosé, Cogliati)

## Formazione/Musicisti/Staff/Produzione
- Miguel Bosé: voce
- Mike Baird, Carlos Vega, Ed Greene: batteria
- Lee Skylar, Dany Belfield, Mike Porcaro: basso
- Jeff Baxter: chitarra elettrica
- Dean Parks: chitarra elettrica e chitarra acustica
- Tom Rotella: chitarra elettrica e chitarra acustica
- Steve Kipner: chitarra acustica
- Alan Parker: mandolino e chitarra a 12 corde
- Jay Winding: pianoforte
- Graham Preskett: pianoforte e sintetizzatore
- Hans Zimmer: sintetizzatore
- Lenny Castro, Los Hierberos: percussioni
- Henry Diaz, Lenox: bonghi
- Frank Ricotti: percussione sinfonica
- Miguel Barradas: steel piano
- Ray Swinfield: clarinetto
- Dave Hancock: flicorno
- Eric Zobler, Eddie Cherney: registrazioni Los Angeles
- Walter Samule: registrazioni Londra
- Enrique Rielo: registrazioni Madrid
- Jurgen Koppers: missaggi Los Angeles
- Zeke Lund: missaggi Monaco
- Juan O. Gatti: grafica
- Alejandro Cabreras: foto

## Classifiche
| Classifica (1980) | Posizione massima |
| ----------------- | ----------------- |
| Italia            | 3                 |